# Diabolos
Pour les articles homonymes, voir Diabolo.
 (juillet 2019).
Albums de Gackt Camui
Love Letter
(2005) Jūnigatsu no Love Songs: Complete Box
(2006)
Singles
1. Black Stone
Sortie : 27 avril 2005
2. Metamorphoze
Sortie : 25 mai 2005
3. Todokanai Ai to Shitteitanoni Osaekirezu ni Aishitsuzuketa...
Sortie : 10 août 2005

Diabolos est le septième album du chanteur japonais Gackt Camui, sorti le 21 septembre 2005. Il continue le Moon Project, incluant Rebirth et Moon. Le "scénario" prend place après Crescent, mais avant Moon. En comparaison avec les albums précédents de Gackt, il se distingue par le son et le rythme lourds.

## Moon Saga
Sur le plan conceptuel, l'histoire de Moon Saga est séparée en quatre chapitres. Le premier chapitre traite la période des années 700-1300 environ, le deuxième, de 1300 à 1600, le troisième, de 1600 jusqu'à présent (2000). Le dernier chapitre embrasse la période du présent (2000) jusqu'au proche avenir (2045),. Leur œuvre précédente embrassait le 4e chapitre tandis que Diabolos se situe quelque part entre les 2e et 3e chapitres (en gros entre 1500 et 1600). L'histoire se déroule en Europe et en Asie (le plus souvent au Japon), en fonction des sens et des tournures de la trame devant être exprimés. L’histoire du premier chapitre est centrée sur "les habitants du côté sombre (darkside)", les darts, qui ont été disséminés à travers toute l'Europe, en combattant pour de différents pays, même contre les habitants proches dans l'ombre de l'histoire.

## Liste des pistes
| Diabolos | Diabolos | Diabolos | Diabolos | Diabolos | Diabolos | Diabolos | Diabolos | Diabolos | Diabolos |
| No       | Titre | Durée    |          |          |          |          |          |          |          |
| -------- | --- | -------- | -------- | -------- | -------- | -------- | -------- | -------- | -------- |
| 1.       | Misty | 2:18     |          |          |          |          |          |          |          |
| 2.       | Farewell | 4:28     |          |          |          |          |          |          |          |
| 3.       | Noesis | 5:50     |          |          |          |          |          |          |          |
| 4.       | Ash | 4:32     |          |          |          |          |          |          |          |
| 5.       | Metamorphoze | 3:40     |          |          |          |          |          |          |          |
| 6.       | Dispar | 3:27     |          |          |          |          |          |          |          |
| 7.       | Future | 4:48     |          |          |          |          |          |          |          |
| 8.       | Black Stone | 3:14     |          |          |          |          |          |          |          |
| 9.       | Storm | 3:41     |          |          |          |          |          |          |          |
| 10.      | Road | 5:06     |          |          |          |          |          |          |          |
| 11.      | Todokanai Ai to Shitteita no ni Osaekirezu ni Aishitsuzuketa... (届カナイ愛ト知ッテイタノニ 抑エキレズニ愛シ続ケタ…) | 4:38     |          |          |          |          |          |          |          |
| 45:42    | |          |          |          |          |          |          |          |          |

Notes
- Une version européenne de Diabolos est sortie le 26 octobre 2007. Elle contient deux livrets; un en japonais et l'autre en anglais.

## Accueil
Les chansons sur l'album sont indépendantes entre elles, jouissant en même temps de la corrélation conceptuelle.